# Fuerte de San Sebastián del Pastelillo
El Fuerte de San Sebastián del Pastelillo es una fortaleza militar construida en tiempo colonial en Cartagena de Indias, Colombia.

## Historia
El Virrey Sebastián de Eslava ordenó la construcción del fuerte. La construcción empezó en 1741 y fue completada en 1744 bajo la administración del ingeniero militar Juan Bautista Mac-Evan y la colaboración del ingeniero Carlos Desnaux. El fuerte lleva el nombre de "San Sebastián" en honor al Virrey Sebastían de Eslava, y "Pastelillo" porque la estructura del fuerte se parece a un pastel. El fuerte fue diseñado para proteger la ciudad de ataques por barcos piratas además para impedir contrabando de bienes. En 1943, el presidente Eduardo Santos Montejo transfirió propiedad del fuerte al Club de Pesca de Cartagena. En 1972, el fuerte fue renovado por el arquitecto Juan Manuel Zapatero.  En 2021, el Ministerio de cultura ordenó el Club de Pesca de Cartagena a reparar al fuerte luego de que el Club procedió a pintar la estructura sin ningún tipo de cuidado arquitectónico o patrimonial, lo que generó graves daños a la misma. La Procuraduría General de la Nación le solicitó al alcalde de Cartagena, William Dau, para impedir el daño a la fortaleza.

## Estructura
El fuerte tiene 3 alineaciones. En la segunda alineación  contiene 8 cañones utilizados originalmente para defender el acceso a la Isla Manga y en la tercera alineación contiene 7 cañones utilizados originalmente para defender otras puntos de la Isla Manga y el camino al Cerro de San Lázaro. El fuerte también contuvo una almacén de pólvora así como un muelle para aterrizar artillería.